# Wikipédia em inglês simples
A Wikipédia em inglês simplificado ou Simple english Wikipedia é a versão da Wikipédia em inglês básico. Atualmente ela é a 50ª maior Wikipedia, com mais de 170 mil artigos.
Artigos da Wikipédia em inglês simplificado usam sentenças curtas, palavras e gramática mais simples do que a da Wikipédia em inglês comum.
Quando a Wikipédia em inglês simplificado começou a ser escrita, em 2003, a Wikipédia em inglês comum já tinha 150 000 artigos, e sete Wikipédias em outras línguas tinham cada uma mais de 15 000 artigos. Visto que as outras Wikipédias têm atualmente tantos artigos, a maior parte dos artigos em inglês simplificado são traduzidos de outras Wikipédias.

## Utilizadores
A Wikipédia em inglês simplificado é usada por pessoas de diferentes necessidades. Alguns exemplos de pessoas que usam esta versão da Wikipédia:
- Estudantes
- Crianças
- Adultos que tem dificuldades de aprendizagem ou de leitura.
- Pessoas que estão aprendendo inglês.

Outras pessoas usam a Wikipédia em Inglês Simplificado porque a linguagem simples ajuda-as a conhecerem ideias e conteúdos com os quais não estão familiarizadas.
| Data                   | Número de artigos |
| ---------------------- | ----------------- |
| 7 de abril de 2004     | 1.000 artigos     |
| 27 de setembro de 2005 | 5.000 artigos     |
| 30 de julho de 2006    | 10.000 artigos    |
| 14 de outubro de 2007  | 20.000 artigos    |
| 7 de junho de 2008     | 30.000 artigos    |
| 3 de novembro de 2008  | 40.000 artigos    |
| 6 de janeiro de 2009   | 50.000 artigos    |
| 20 de abril de 2010    | 60.000 artigos    |
| 16 de março de 2012    | 80.000 artigos    |
| 19 de dezembro de 2012 | 90.000 artigos    |
| 29 de maio de 2013     | 100.000 artigos   |